# Elisabeth Terland
Elisabeth Terland (28 giugno 2001) è una calciatrice norvegese, centrocampista del Manchester United e della nazionale norvegese.

## Carriera

### Nazionale
Terland inizia ad essere convocata dalla Federcalcio norvegese (NFF) dal 2016, iniziando nella formazione under 15, passando all'under 16 e all'under 17 dall'anno seguente, disputando con quest'ultima una serie di amichevoli prima di essere inserita in rosa con la squadra che affronta l'Europeo di Repubblica Ceca 2017. Qui scende in campo in due dei quattro incontri della sua nazionale che raggiunge le semifinali, eliminata ai rigori dalla Germania che poi si aggiudica il torneo. Rimasta in quota anche per le qualificazioni al successivo Europeo di Lituania 2018, gioca tutte le sei partite delle due fasi andando a rete per la prima volta con la maglia della sua nazionale, dove però la Norvegia fallisce l'accesso alla fase finale.
In quello stesso anno arriva la chiamata nella under 19, inserita in rosa con la squadra che disputa l'Europeo di Svizzera 2018, venendo impiegata nei tre incontri del gruppo A e condividendo con le compagne il raggiungimento delle semifinali, eliminata dalla Germania. La sua giovane età le permette di disputare altre due edizioni tra qualificazioni e fasi finali, Scozia 2019, Norvegia eliminata alla fase a gironi, e Georgia 2020, dove la sua nazionale dopo aver passato il turno da imbattuta nella prima fase di qualificazione, non ha occasione di provare a qualificarsi per la sospensione del torneo a causa delle restrizioni dovute alla pandemia di COVID-19 in Europa.
Per la prima convocazione in nazionale maggiore deve attendere il 2021, chiamata dal commissario tecnico Martin Sjögren in occasione dell'amichevole dell'8 aprile vinta per 2-0 sul Belgio rilevando Amalie Eikeland al 68'. Sjögren in seguito continua a concederle fiducia impiegandola con regolarità anche nelle qualificazioni, nel gruppo F della zona UEFA, ai Mondiali di Australia e Nuova Zelanda 2023.

## Statistiche

### Presenze e reti nei club
Statistiche aggiornate al 31 maggio 2024.
| Stagione               | Squadra                | Campionato             | Campionato | Campionato | Coppe nazionali | Coppe nazionali | Coppe nazionali | Coppe continentali | Coppe continentali | Coppe continentali | Altre coppe | Altre coppe | Altre coppe | Totale | Totale |
| Stagione               | Squadra                | Comp                   | Pres       | Reti       | Comp            | Pres            | Reti            | Comp               | Pres               | Reti               | Comp        | Pres        | Reti        | Pres   | Reti   |
| ---------------------- | ---------------------- | ---------------------- | ---------- | ---------- | --------------- | --------------- | --------------- | ------------------ | ------------------ | ------------------ | ----------- | ----------- | ----------- | ------ | ------ |
| 2016                   | Bryne                  | 3.Div.                 | 3          | 0          | -               | -               | -               | -                  | -                  | -                  | -           | -           | -           | 3      | 0      |
| 2017                   | Klepp                  | TS                     | 17         | 2          | CN              | 2               | 1               | -                  | -                  | -                  | -           | -           | -           | 19     | 3      |
| 2018                   | Klepp                  | TS                     | 21         | 6          | CN              | 4               | 1               | -                  | -                  | -                  | -           | -           | -           | 25     | 7      |
| 2019                   | Klepp                  | TS                     | 10         | 7          | CN              | 0               | 0               | -                  | -                  | -                  | -           | -           | -           | 10     | 7      |
| 2020                   | Klepp                  | TS                     | 17         | 5          | CN              | 1               | 0               | -                  | -                  | -                  | -           | -           | -           | 18     | 5      |
| Totale Klepp           | Totale Klepp           | Totale Klepp           | 65         | 20         | -               | 7               | 2               | -                  | -                  | -                  | -           | -           | -           | 72     | 22     |
| 2021                   | Sandviken              | TS                     | 18         | 5          | CN              | 5               | 1               | -                  | -                  | -                  | -           | -           | -           | 23     | 6      |
| gen.-lug.2022          | Brann                  | TS                     | 14         | 10         | CN              | 1               | 0               | -                  | -                  | -                  | -           | -           | -           | 15     | 10     |
| 2022-2023              | Brighton & Hove        | WSL                    | 17         | 7          | CI              | 3               | 0               | -                  | -                  | -                  | CL          | 2           | 1           | 22     | 8      |
| 2023-2024              | Brighton & Hove        | WSL                    | 22         | 13         | CI              | 3               | 1               | -                  | -                  | -                  | CL          | 3           | 1           | 28     | 15     |
| Totale Brighton & Hove | Totale Brighton & Hove | Totale Brighton & Hove | 39         | 20         | -               | 6               | 1               | -                  | -                  | -                  | -           | 5           | 2           | 50     | 23     |
| 2024-2025              | Manchester United      | WSL                    | -          | -          | CI              | -               | -               | -                  | -                  | -                  | CL          | -           | -           | 6      | 0      |
| Totale carriera        | Totale carriera        | Totale carriera        | 139        | 55         | -               | 19              | 4               | -                  | -                  | -                  | -           | 5           | 2           | 163    | 61     |

### Cronologia presenze e reti in nazionale
Fonte federcalcio danese.

| Cronologia completa delle presenze e delle reti in nazionale ― Norvegia | Cronologia completa delle presenze e delle reti in nazionale ― Norvegia | Cronologia completa delle presenze e delle reti in nazionale ― Norvegia | Cronologia completa delle presenze e delle reti in nazionale ― Norvegia | Cronologia completa delle presenze e delle reti in nazionale ― Norvegia | Cronologia completa delle presenze e delle reti in nazionale ― Norvegia | Cronologia completa delle presenze e delle reti in nazionale ― Norvegia | Cronologia completa delle presenze e delle reti in nazionale ― Norvegia |
| Data                                                                    | Città                                                                   | In casa                                                                 | Risultato                                                               | Ospiti                                                                  | Competizione                                                            | Reti                                                                    | Note                                                                    |
| ----------------------------------------------------------------------- | ----------------------------------------------------------------------- | ----------------------------------------------------------------------- | ----------------------------------------------------------------------- | ----------------------------------------------------------------------- | ----------------------------------------------------------------------- | ----------------------------------------------------------------------- | ----------------------------------------------------------------------- |
| 8-4-2021                                                                | Bruxelles                                                               | Belgio                                                                  | 0 – 2                                                                   | Norvegia                                                                | Amichevole                                                              | -                                                                       | 68’                                                                     |
| 13-4-2021                                                               | Wiesbaden                                                               | Germania                                                                | 3 – 1                                                                   | Norvegia                                                                | Amichevole                                                              | -                                                                       | 59’                                                                     |
| 10-6-2021                                                               | Kalmar                                                                  | Svezia                                                                  | 1 – 0                                                                   | Norvegia                                                                | Amichevole                                                              | -                                                                       | 60’                                                                     |
| 15-6-2021                                                               | Enschede                                                                | Paesi Bassi                                                             | 7 – 0                                                                   | Norvegia                                                                | Amichevole                                                              | -                                                                       | 63’                                                                     |
| 16-9-2021                                                               | Oslo                                                                    | Norvegia                                                                | 10 – 0                                                                  | Armenia                                                                 | Qual. Mondiali 2023                                                     | 1                                                                       | 75’                                                                     |
| 21-9-2021                                                               | Pristina                                                                | Kosovo                                                                  | 0 – 3                                                                   | Norvegia                                                                | Qual. Mondiali 2023                                                     | -                                                                       | 60’                                                                     |
| 21-10-2021                                                              | Łódź                                                                    | Polonia                                                                 | 0 – 0                                                                   | Norvegia                                                                | Qual. Mondiali 2023                                                     | -                                                                       | 55’                                                                     |
| 26-10-2021                                                              | Oslo                                                                    | Norvegia                                                                | 4 – 0                                                                   | Belgio                                                                  | Qual. Mondiali 2023                                                     | 1                                                                       | 85’                                                                     |
| 25-11-2021                                                              | Rrogozhinë                                                              | Albania                                                                 | 0 – 7                                                                   | Norvegia                                                                | Qual. Mondiali 2023                                                     | 1                                                                       |                                                                         |
| 30-11-2021                                                              | Erevan                                                                  | Armenia                                                                 | 0 – 10                                                                  | Norvegia                                                                | Qual. Mondiali 2023                                                     | 2                                                                       | 64’                                                                     |
| 16-2-2022                                                               | Lagos                                                                   | Norvegia                                                                | 0 – 2                                                                   | Portogallo                                                              | Algarve Cup 2022 - 1º turno                                             | -                                                                       | 62’                                                                     |
| 20-2-2022                                                               | Faro                                                                    | Italia                                                                  | 2 – 1                                                                   | Norvegia                                                                | Algarve Cup 2022 - 1º turno                                             | -                                                                       | 46’                                                                     |
| 23-2-2022                                                               | Lagos                                                                   | Portogallo                                                              | 0 – 2                                                                   | Norvegia                                                                | Algarve Cup 2022 - Finale 3º-4º posto                                   | 1                                                                       |                                                                         |
| 7-4-2022                                                                | Sandefjord                                                              | Norvegia                                                                | 5 – 1                                                                   | Kosovo                                                                  | Qual. Mondiali 2023                                                     | -                                                                       | 62’                                                                     |
| 12-4-2022                                                               | Oslo                                                                    | Norvegia                                                                | 2 – 1                                                                   | Polonia                                                                 | Qual. Mondiali 2023                                                     | -                                                                       | 62’                                                                     |
| 29-6-2022                                                               | Viborg                                                                  | Danimarca                                                               | 1 – 2                                                                   | Norvegia                                                                | Amichevole                                                              | -                                                                       | 84’                                                                     |
| 11-7-2022                                                               | Brighton & Hove                                                         | Inghilterra                                                             | 8 – 0                                                                   | Norvegia                                                                | Euro 2022 - Fase a gironi                                               | -                                                                       | 84’                                                                     |
| 2-9-2022                                                                | Lovanio                                                                 | Belgio                                                                  | 0 – 1                                                                   | Norvegia                                                                | Qual. Mondiali 2023                                                     | -                                                                       | 86’                                                                     |
| 6-9-2022                                                                | Oslo                                                                    | Norvegia                                                                | 5 – 0                                                                   | Albania                                                                 | Qual. Mondiali 2023                                                     | -                                                                       | 46’                                                                     |
| 7-10-2022                                                               | Oslo                                                                    | Norvegia                                                                | 1 – 4                                                                   | Brasile                                                                 | Amichevole                                                              | -                                                                       | 72’                                                                     |
| 11-10-2022                                                              | L'Aia                                                                   | Paesi Bassi                                                             | 0 – 2                                                                   | Norvegia                                                                | Amichevole                                                              | -                                                                       | 87’                                                                     |
| Totale                                                                  |                                                                         | Presenze                                                                | 21                                                                      |                                                                         | Reti                                                                    | 6                                                                       |                                                                         |

## Palmarès

### Club
- Campionato norvegese: 1

Sandviken: 2021